# Симаков, Алексей Васильевич
Алексе́й Васи́льевич Симако́в (1763—1831) — российский общественный деятель, градоначальник Петрозаводска, купец.

## Биография
Родился в крестьянской семье. Занимался торговлей.
В 1814—1816 годах — городской голова Петрозаводска.
Известен организацией размещения в марте 1814 года в Петрозаводске пленных солдат армии Наполеона (французов и итальянцев). В 1815 году пленные были отправлены на родину.

## Семья
Жена — купеческая дочь Анисья Тимофеевна, урождённая Чикулаева (род. 1788). Сын Пётр (род. 1806), дочери Дарья, Пелагея (род. 1811).